# Wikkelspanning
Wikkelspanning is spanning die ervoor zorgt dat een rol papier strak gewikkeld blijft en zichzelf in vorm houdt.
Wikkelspanning ontstaat door het te wikkelen papier uit te rekken en door middel van druk vast te leggen op de vorige laag.
Bij rollen papier wordt het materiaal ca 0,4% uitgerekt. Dit zorgt er ook voor dat de rol smaller wordt. Dit alles wordt weer hersteld nadat de rol is afgewikkeld.